# Saint-Fraigne
 Saint-Fraigne  là một xã ở tỉnh Charente phía tây nước Pháp. Xã này có diện tích 21,1 km², dân số năm 1999 là 426 người. Khu vực này có độ cao trung bình 75 mét trên mực nước biển.